# Râul Herța
Râul Herța este un curs de apă, afluent al râului Prut. Râul Herța este un curs de apă nepermanent, râul fiind în general sec în perioadele de vară.

## Hărți
- Harta județului Botoșani